# Reino de Noruega (1814)
En 1814, el Reino de Noruega hizo un breve y, posteriormente, infructuoso intento de recuperar su independencia. Si bien Noruega siempre había sido legalmente un reino separado, desde el siglo XVI había compartido un monarca con Dinamarca; Noruega era un socio subordinado en el estado combinado, cuyo gobierno tenía su sede en Copenhague. Debido a su alianza con Francia durante las guerras napoleónicas, Dinamarca se vio obligada a firmar el Tratado de Kiel en enero de 1814 cediendo Noruega a Suecia.
Sin embargo, muchos noruegos se sintieron inspirados por la creciente ola de nacionalismo y les molestaba ser entregados sin su consentimiento a Suecia, un estado que consideraban un rival tradicional. Bajo el liderazgo de Cristián Federico, que era el representante del gobierno danés en Noruega y también primo y presunto heredero del rey de Dinamarca, Noruega intentó hacer valer sus derechos como estado independiente. Se estableció un gobierno y se redactó una constitución, según la cual Cristián Federico fue elegido rey de Noruega en mayo de 1814.
El incipiente Estado noruego no pudo obtener el apoyo o el reconocimiento de ninguna potencia extranjera y fue derrotado en una guerra de dos semanas con Suecia en el verano de 1814. Sin embargo, la Convención de Moss, firmada al final de la guerra en agosto, conservó muchos de los logros del movimiento independentista: Noruega siguió siendo mayoritariamente autónoma en una unión personal con Suecia, y se le permitió conservar su nueva constitución con sólo ligeras modificaciones. Cristián Federico, obligado a abdicar como rey de Noruega, se convertiría en rey de Dinamarca como Cristián VIII en 1839. Noruega finalmente se separaría completamente de Suecia en 1905.

## Antes de 1814 – El movimiento independentista
Dinamarca-Noruega participó como parte del bando francés en las guerras napoleónicas a través de su participación en la guerra de las Cañoneras. Después de que Dinamarca-Noruega perdiera su flota, las costas permanecieron indefensas por mar mientras la marea se volvía contra Francia. La Royal Navy había bloqueado todos los puertos noruegos efectivamente desde 1808, cortando así todas las conexiones dano-noruegas y dejando a la nación de Noruega manejar la diplomacia por sí misma. En esas condiciones, la tensión creció en Noruega y en 1809 se formó un incipiente movimiento independentista, pero con raíces que se remontaban al menos a la década de 1790. En la campaña sueca contra Noruega en 1808-1809, Suecia había sido rechazada por el ejército noruego, y esto también fue un factor que hizo que los noruegos fueran más proclives a la independencia.
Los años 1812 y 1813 fueron conocidos por una grave hambruna debido al bloqueo, lo que también hizo que los noruegos fueran más negativos hacia la unión con Dinamarca.

## Tratado de Kiel
El 7 de enero de 1814, bajo el mando del príncipe heredero electo de Suecia, Carlos Juan, Federico VI de Dinamarca propuso ceder el Reino de Noruega al rey de Suecia para evitar una ocupación de Jutlandia. Autorizó a su enviado Edmund Bourke a negociar un tratado de paz con Suecia y Gran Bretaña en estos términos, a cambio de la retirada inmediata de todas las tropas de la Coalición del territorio danés y ciertas compensaciones territoriales. Además, se uniría a las potencias aliadas en su lucha contra Napoleón. Estos términos fueron formalizados y firmados en el Tratado de Kiel el 14 de enero, en el que Dinamarca negoció mantener la soberanía sobre las posesiones noruegas de Groenlandia, las Islas Feroe e Islandia. La correspondencia secreta del gobierno británico de los días anteriores había ejercido presión diplomática sobre las partes negociadoras para llegar a un acuerdo y evitar una invasión a gran escala de Dinamarca. Bernadotte envió una carta a los gobiernos de Prusia, Austria y Gran Bretaña agradeciéndoles su apoyo, reconociendo el papel de Rusia en la negociación de la paz y previendo una mayor estabilidad en la región nórdica.
Estas noticias no llegaron a Noruega hasta finales de enero, en una carta del 18 de enero del rey danés al pueblo noruego, en la que los liberaba del juramento de fidelidad a él y a su dinastía. Por correo especial, una carta secreta del 17 de enero del rey fue entregada el 24 de enero a su primo y virrey de Noruega, el príncipe Cristián Federico, con los detalles más importantes del tratado, que el príncipe decidió guardar para sí mientras consideraba su reacción. . La carta le ordenaba entregar las fortalezas noruegas a las fuerzas suecas y luego regresar a Dinamarca.
El público fue informado del tratado de paz el 26 de enero a través de un artículo censurado en el periódico Tiden, bajo el titular. "¡Paz, paz en el Norte!" No informó al público que el rey había cedido su reino al rey de Suecia, históricamente enemigo de Noruega. Como al mismo tiempo se celebraba el mercado anual de febrero en Cristiania, un sacerdote local observó que todo el mercado estaba lleno de rumores sobre el tratado y de tensión. A medida que se difundió la noticia, muchos intelectuales noruegos se dieron cuenta de que el pueblo se sentía ofendido por el tratado, al ser entregado como ganado a un soberano extranjero.

## Intento de recuperación por parte de Cristián Federico
El virrey y heredero de los tronos de Dinamarca y Noruega, el príncipe Cristián Federico, resolvió desobedecer las instrucciones de su rey y encabezar una insurrección para preservar la integridad del país y, si fuera posible, la unión con Dinamarca. El rey había sido informado de estos planes en una carta secreta de diciembre de 1813. El Príncipe también había recibido instrucciones de mantener intacta la unión con Dinamarca, pero esto no estaba de acuerdo con los deseos noruegos en ese momento. En Noruega, el sentimiento era que Noruega había sido "vendida" a Suecia, su archienemigo jurado.
Los problemas financieros obligaron el 27 de enero al Príncipe a ordenar que los billetes por valor de 3 millones de Rigsbankdaler fueran emitidos por el "Rigsbank Provisional de Noruega", estampados con el escudo de armas noruego, para ser canjeados por el Rigsbank. Estas llamadas "notas Príncipe" eran necesarias para mantener en marcha las ruedas del gobierno, pero contribuyeron a la ya caótica situación monetaria y a la inflación galopante. La causa de la crisis financiera fue la negativa del rey Federico VI a crear un Banco de Noruega.
Cristián Federico reclamó el trono de Noruega y estableció un gobierno independiente con él mismo a la cabeza. La semana anterior al 30 de enero, el príncipe recorrió partes de Noruega y encontró la misma voluntad real o falsa de luchar en todos los lugares a los que llegó. El 30 de enero consultó a varios asesores noruegos destacados. Su posición establecía que el rey Federico no tenía ningún derecho legal a renunciar a su herencia, afirmando que él era el rey legítimo de Noruega y que Noruega tenía derecho a la autodeterminación. Su consejo improvisado estuvo de acuerdo con él, preparando el escenario para un movimiento de independencia. Después de este día, el recorrido continuó hasta Trondheim y de regreso.
El 2 de febrero, el público noruego se enteró de que su país había sido cedido al rey de Suecia.
El 8 de febrero, Bernadotte respondió amenazando con enviar un ejército a ocupar Noruega, prometiendo una convención constitucional y amenazando con un embargo continuo de cereales contra Noruega si no se cumplían las reclamaciones de Suecia en virtud del tratado de Kiel. Pero por el momento estaba ocupado con las batallas finales en el continente, dando tiempo a los noruegos para desarrollar sus planes.

## El independentismo se solidifica y se ve amenazado por la guerra

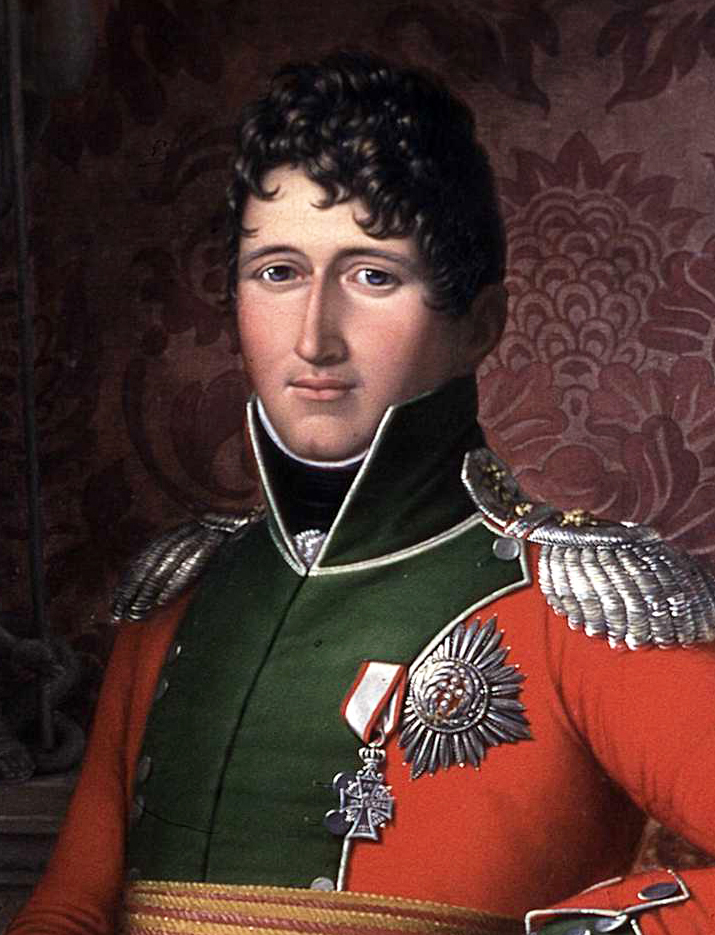
Cristián Federico en 1813.

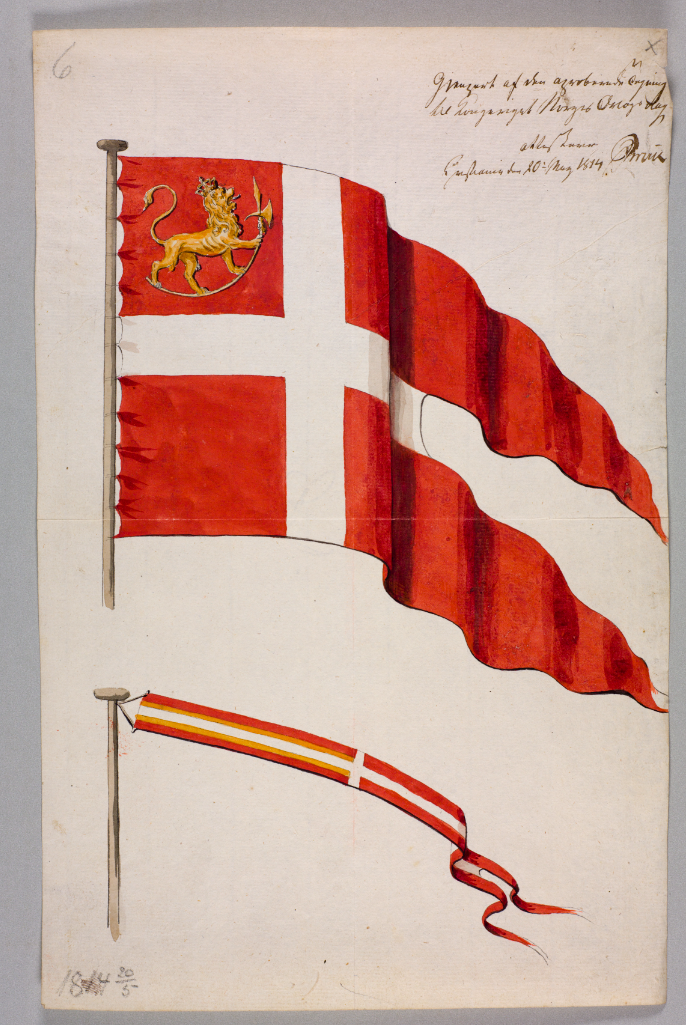
La bandera de guerra noruega, introducida por Cristián Federico el 27 de febrero de 1814.

El 10 de febrero, Cristián Federico invitó a destacados noruegos a una reunión que se celebraría en la finca de su amigo Carsten Anker en Eidsvoll para discutir la situación. Les informó de su intención de resistir la hegemonía sueca y reclamar la corona noruega como herencia. Pero en la emotiva sesión celebrada en Eidsvoll el 16 de febrero, sus asesores le convencieron de que la reivindicación de independencia de Noruega debería basarse más bien en el principio de autodeterminación y que él debería actuar como regente por el momento. El consejo también aconsejó al regente que celebrara elecciones y juramentos de independencia en todo el país, eligiendo así delegados para una asamblea constitucional.
Al llegar a Cristiania (Oslo) el 19 de febrero, Cristián Federico se proclamó regente de Noruega. Todas las congregaciones se reunieron el 25 de febrero para jurar lealtad a la causa de la independencia de Noruega y elegir delegados para una asamblea constitucional que comenzaría en Eidsvoll el 10 de abril.
El 20 de febrero, el gobierno sueco envió una misión a Cristián Federico, advirtiéndole que el movimiento independentista de Noruega constituía una violación del tratado de Kiel y ponía a Noruega en guerra con los partidos victoriosos de la Guerra Napoleónica. Las consecuencias serían hambruna y bancarrota. Cristián Federico envió cartas a través de su red personal a gobiernos de toda Europa, asegurándoles que no estaba liderando una conspiración danesa para revertir los términos del tratado de Kiel, sino que sus esfuerzos reflejaban la voluntad noruega de autodeterminación. También buscó un acuerdo secreto con Napoleón I.
La misión del gobierno sueco llegó a Cristiania el 24 de febrero y se reunió con Cristián Federico. Cristián Federico se negó a aceptar una proclamación del rey sueco, pero insistió en leer su carta al pueblo noruego, proclamándose regente. La delegación sueca calificó sus decisiones de imprudentes e ilegales y pidió permiso para regresar a Suecia. Al día siguiente, las campanas de las iglesias de Cristiania sonaron durante una hora entera y los ciudadanos de la ciudad se reunieron para jurar lealtad a Cristián Federico. El 26 de febrero inició una larga correspondencia con el gobierno sueco. Al día siguiente presentó una nueva bandera para la Noruega independiente: la antigua dano-noruega Dannebrog con el León Noruego en el cantón.
El 25 de febrero es recordado en algunas fuentes como el "día del pueblo" debido a las elecciones y el juramento. Ese día se produjo una declaración de independencia de facto para Noruega. Todas las fuentes que recuerdan ese día coinciden en el tono sagrado del día en que todas las personas se reunieron en sus iglesias por una causa común. Las campanas sonaron desde las 10 de la mañana y repicaron durante una hora entera. 4.000 personas se reunieron en la iglesia central de Cristiania. A las 11 de la mañana llegó el regente y se celebró un servicio. Entonces el obispo entonó el juramento: "¿Juras reclamar la independencia de Noruega y desafiar la vida y la sangre por la amada patria?" Tanto el regente como la congregación respondieron en consecuencia. Este juramento se prestó en unas 75 iglesias ese día, y nuevamente en todo el país el domingo siguiente, y más allá hasta que se prestó juramento en todas las congregaciones de Noruega.
Carsten Anker fue enviado a Londres para negociar el reconocimiento por parte del gobierno británico. Las autoridades suecas recorrían las zonas fronterizas con panfletos que subvertían el movimiento independentista. A principios de marzo, Cristián Federico también había organizado un gabinete y cinco departamentos gubernamentales, aunque él mismo conservaba toda la autoridad para tomar decisiones.

## Cristián Federico se enfrenta a una creciente oposición interna y externa
El conde de Wedel-Jarlsberg, el miembro más destacado de la nobleza noruega, llegó a Noruega el 3 de marzo y se enfrentó al regente, acusándolo de realizar un juego peligroso. Cristián Federico respondió acusando a Wedel-Jarlsberg de connivencia con los suecos. Los resultados de las elecciones de delegados a la Asamblea Constituyente también mostraron que había recelos generalizados sobre el movimiento independentista. A finales de marzo, se expresó abiertamente la opinión de que la ambición de Cristián Federico era devolver a Noruega a la soberanía danesa.
Antes de que Carsten Anker llegara al Reino Unido, el ministro de Asuntos Exteriores británico, Robert Stewart, volvió a imponer el bloqueo naval de Noruega y aseguró al rey sueco que los británicos se abstendrían de aceptar cualquier reclamación de soberanía noruega. Una carta conciliatoria enviada por Cristián Federico al rey sueco fue devuelta sin abrir. El 9 de marzo, la misión sueca en Copenhague exigió que Cristián Federico fuera desheredado de la sucesión al trono danés y que las potencias europeas entraran en guerra con Dinamarca a menos que él se desvinculara del movimiento independentista noruego. El 17 de marzo, Niels Rosenkrantz, el ministro de Asuntos Exteriores danés, respondió a las demandas suecas afirmando que el gobierno danés no apoyaba de ninguna manera la independencia de Noruega, pero que no podían abandonar los puestos fronterizos que no ocupaban. La demanda de desheredar a Cristián Federico no fue atendida.
En varias cartas al conde Hans Henrik von Essen, comandante de las fuerzas militares suecas en las fronteras de Noruega, Bernadotte se refirió a Cristián Federico como un rebelde que probablemente había sido engañado por la nobleza danesa. Ordenó a sus fuerzas que trataran a todos los funcionarios daneses que no regresaran a casa como forajidos, y que todos los usuarios de los "dólares príncipe" fueran considerados falsificadores. Las tropas suecas se acumularon a lo largo de la frontera con Noruega y diariamente había rumores de una invasión.
A pesar de su abierta oposición a Cristián Federico, Wedel-Jarlsberg fue elegido delegado a la convención constitucional el 14 de marzo. Había señales claras de que la convención, a sólo unas semanas, sería polémica.
Carsten Anker llegó a Londres el 24 de marzo, donde se reunió con un subsecretario de Asuntos Exteriores. El subsecretario rechazó el llamamiento de Anker a la autodeterminación y Anker encontró todas las demás puertas cerradas para él en Londres. El 2 de abril, Cristián Federico envió al hermano de Carsten Anker, Peter (1744-1832), a Londres como emisario no oficial. El 3 de abril, Carsten Anker fue encarcelado durante tres días en la prisión de deudores a causa de una antigua deuda, probablemente a instancias del embajador sueco en Londres.
El 31 de marzo, Cristián Federico arrestó a oficiales de los buques de guerra estacionados en Noruega mientras se preparaban para seguir órdenes de llevar los barcos a Dinamarca. Los barcos fueron confiscados como barcos de la marina noruega.
El 1 de abril, Federico VI envió una carta a Cristián Federico, pidiéndole que abandonara sus esfuerzos y regresara a Dinamarca. En la carta se menciona la posibilidad de desheredar al príncipe heredero. Cristián Federico rechazó la propuesta, invocando en la misma carta el derecho de Noruega a la autodeterminación y la posibilidad de mantener Noruega bajo el rey danés. Unos días más tarde, Cristián Federico desaconsejó una reunión con el ministro de Asuntos Exteriores danés, Niels Rosenkrantz, señalando que tal reunión alimentaría la especulación de que el príncipe estaba motivado por los designios daneses sobre Noruega.

## Asamblea Constituyente

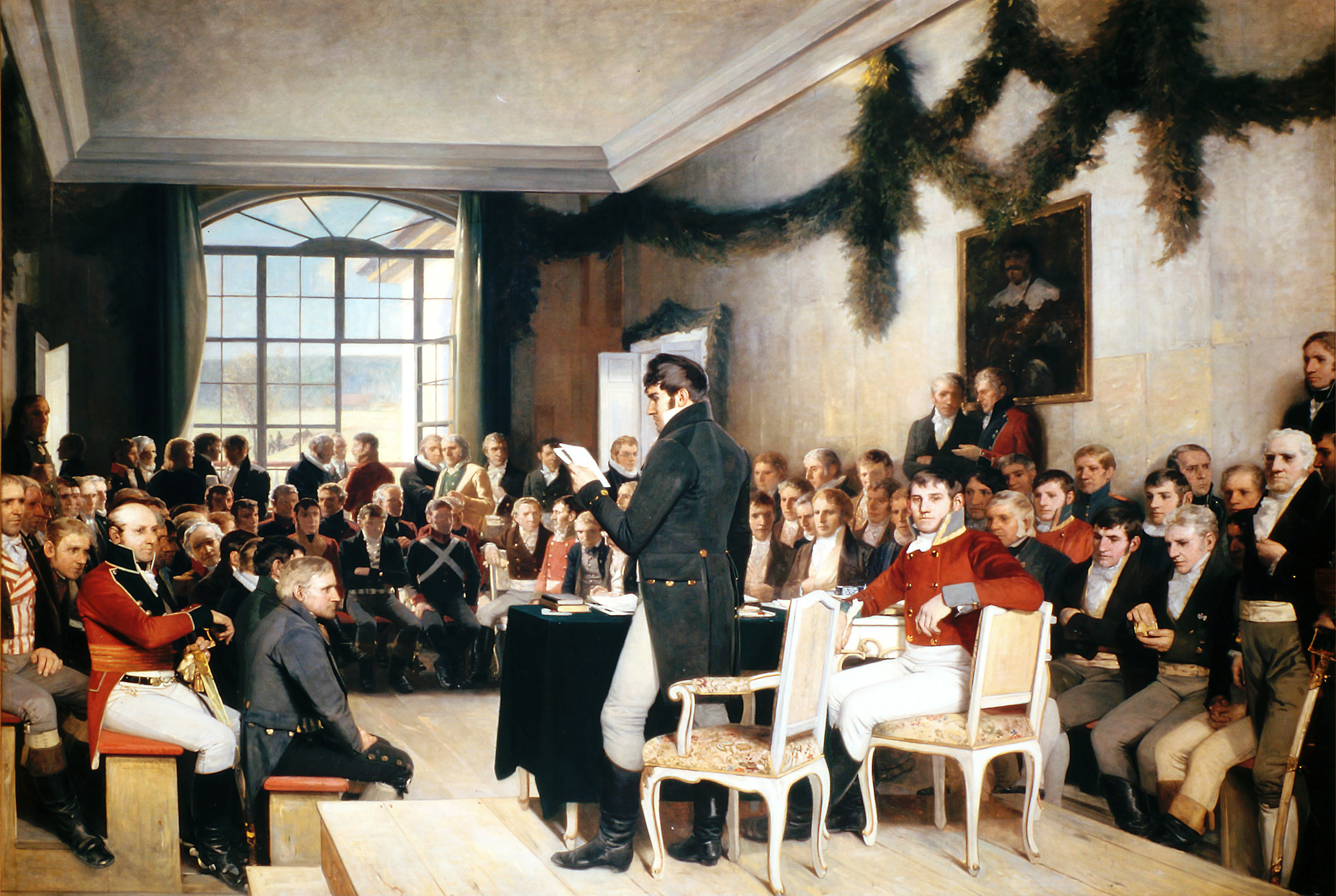
Representación artística de la asamblea constitucional noruega en 1814.

Aunque las potencias europeas se negaron a reconocer el movimiento independentista noruego, a principios de abril hubo señales de que no estaban dispuestas a apoyar a Suecia en una confrontación total sobre el asunto.
A medida que se acercaba la fecha de la convención constitucional, la oposición al Tratado de Kiel recibió cada vez más apoyo, especialmente por parte de Bergen.
El 10 de abril se reunió por primera vez la convención constitucional durante los servicios religiosos en Eidsvoll. El sermón causó cierto revuelo al halagar a Cristián Federico en particular y a la monarquía en general. Los delegados fueron acreditados esa tarde, después de que Severin Løvenskiold se negara a prestar lealtad al movimiento independentista.
Sentada en incómodos bancos, la convención eligió a sus miembros en presencia de Cristián Federico el 11 de abril. Los debates comenzaron el 12 de abril, cuando Nicolai Wergeland y Georg Sverdrup discutieron sobre el mandato de la asamblea y las bases de la legitimidad del regente. Se formaron líneas partidistas, con el "partido de la Independencia", conocido como el "partido danés", "el partido del Príncipe" o "los urgentes" en un lado del pasillo; y el "Partido de la Unión", también conocido como "partido occidental", "partido sueco" o "los vacilantes", por el otro.
Al final resultó que, hubo un claro consenso entre todos los delegados de que la independencia sería la solución ideal, pero hubo desacuerdo sobre qué solución era viable dadas las limitaciones del mundo real.
- El Partido de la Independencia tenía la mayoría y argumentó que el mandato de la convención se limitaba a formalizar la independencia de Noruega sobre la base del juramento de lealtad popular de principios de ese año. Con Cristián Federico como regente, la relación con Dinamarca se negociaría en el contexto de la independencia de Noruega.
- El partido Unión, una minoría de los delegados, creía que Noruega alcanzaría un estatus más independiente dentro de una unión flexible con Suecia que como parte de la monarquía danesa y que la asamblea debería continuar su trabajo incluso después de que se completara la constitución.

Un comité constitucional presentó sus propuestas el 16 de abril, lo que provocó un animado debate. El Partido de la Independencia ganó con una mayoría de 78 a 33 para establecer a Noruega como una monarquía independiente. También hubo un animado debate sobre la cuestión del servicio militar obligatorio, en el que las clases altas abogaron por la exención. En los días siguientes, la sospecha y la desconfianza mutuas salieron a la superficie dentro de la convención. En particular, los delegados no estuvieron de acuerdo sobre si se debían considerar los sentimientos de las potencias europeas, y es posible que algunos hechos se hayan ocultado a la convención.
El 20 de abril, el principio del derecho del pueblo a la autodeterminación articulado por Christian Magnus Falsen y Gunder Adler se había establecido como fundamental para la formulación de la constitución. El trabajo y el debate continuos se caracterizaron por la acritud y la recriminación, pero el comité constitucional logró avances constantes.

## Enmarcando la constitución

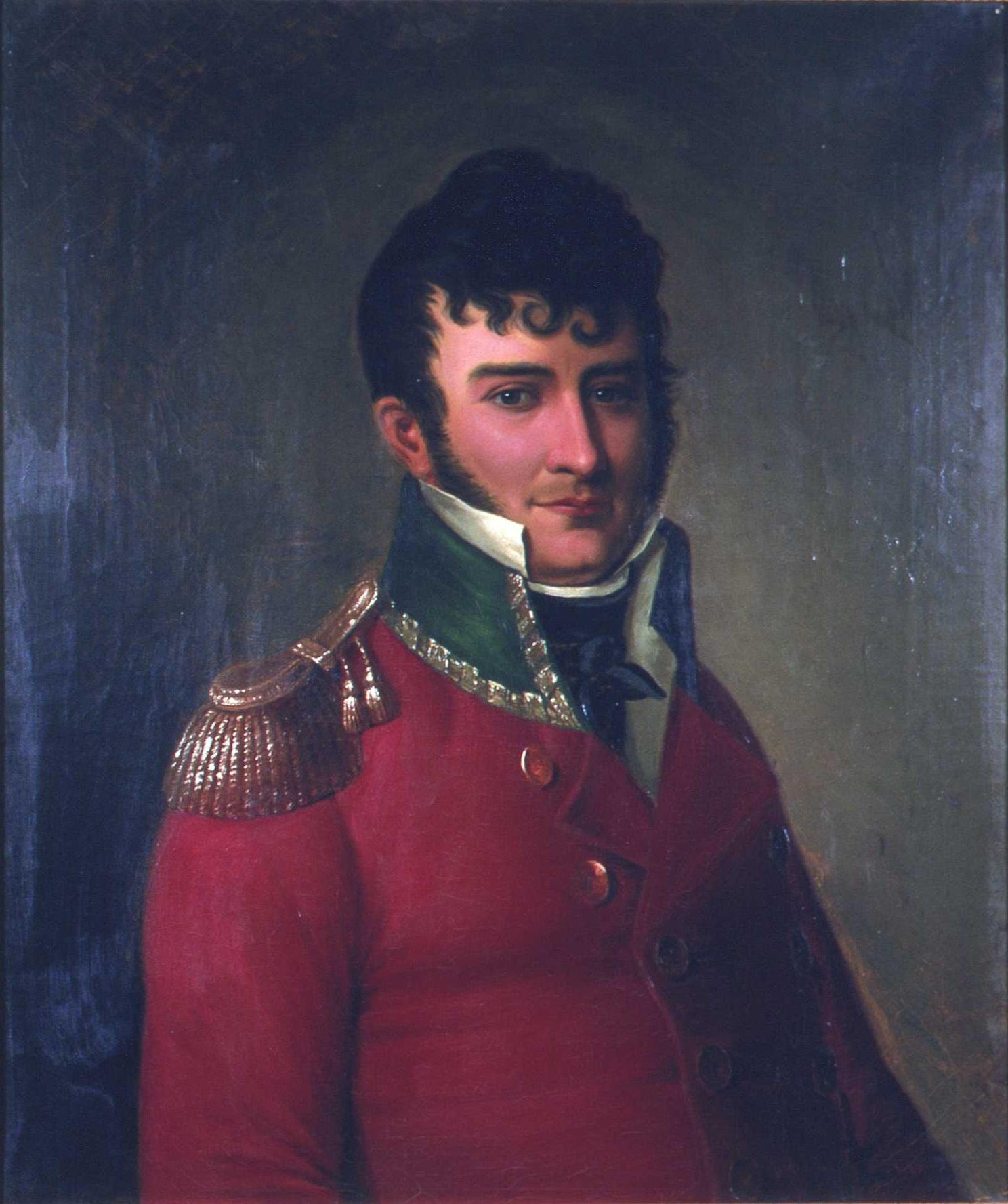
Christian Magnus Falsen, acreditado como el padre de la constitución

El 1 de mayo, el comité de redacción firmó el primer borrador de la constitución. Además del principio del derecho del pueblo noruego a la autodeterminación, los preceptos clave de la constitución incluían la garantía de la libertad individual, el derecho a la propiedad y la igualdad.
Tras un polémico debate el 4 de mayo, la asamblea decidió que Noruega profesaría la fe luterana-evangélica, que su monarca siempre debía haber profesado esta fe (impidiendo así que Bernadotte, de origen católico, fuera rey) y que A judíos y jesuitas se les prohibiría la entrada al reino (ver cláusula judía y cláusula jesuita).
El 5 de mayo, el Partido de la Independencia perdió otra batalla cuando la asamblea votó 98 a 11 para permitir que el monarca del reino reinara sobre otro país con el consentimiento de dos tercios de los votos de la asamblea legislativa.
El 7 de mayo, la asamblea prohibió la creación de nueva nobleza en Noruega, permitiendo que un futuro cuerpo legislativo decidiera la disposición de los derechos hereditarios existentes. El 8 de mayo se debatieron proyectos de ley sobre naturalización y sufragio. Al día siguiente, se decidió que los ciudadanos extranjeros serían elegibles después de diez años de residencia y que el derecho de voto se extendería a los hombres que fueran agricultores con tierras propias, funcionarios públicos o propietarios urbanos. Con esto, aproximadamente la mitad de todos los hombres noruegos obtuvieron el derecho al voto, una propuesta radical en ese momento.
El 8 de mayo, la asamblea decidió crear un cuerpo legislativo bicameral que se conocería como Storting, con la expectativa de que uno sería una cámara alta (Lagting) y una cámara baja (Odelsting). También confirieron el derecho de establecer y recaudar impuestos al cuerpo legislativo. La asamblea también aprobó el llamado "párrafo de los agricultores", que estipula que dos tercios del Storting debían ser elegidos en los distritos rurales y un tercio en las zonas urbanas. (Este párrafo permaneció vigente hasta 1952).
El 11 de mayo, la asamblea aprobó por abrumadora mayoría el servicio militar obligatorio universal, a pesar de las objeciones de la élite financiera y administrativa, que amenazaba con una emigración masiva si sus hijos eran obligados a realizar el servicio militar.
El 13 de mayo, después de dos días de debate, la asamblea aprobó una ley por la que garantizaba la emisión de una moneda noruega. El partido Unión se opuso a esto, alegando que simplemente no había una base económica para una moneda independiente. El Partido de la Independencia, que salió airoso, respondió que era necesaria una moneda independiente para garantizar la existencia de un Estado independiente, independientemente de las consideraciones financieras. Sin embargo, al día siguiente, la asamblea decidió posponer el establecimiento de un banco central hasta que se reuniera un órgano legislativo. Cristián Federico quedó consternado por esta decisión.

La edición final de la constitución fue aprobada el 16 de mayo. La copia oficial fue fechada, firmada y sellada por la presidencia el 17 de mayo y firmada por los demás representantes el 18 de mayo. En consecuencia, el 17 de mayo se considera el Día de la Constitución en Noruega. Ese mismo día, Cristián Federico fue elegido rey de Noruega. La elección fue unánime, pero varios delegados dejaron constancia de que hubieran preferido que se pospusiera hasta que la situación política se estabilizara.
Se levanta entonces una vez más dentro de las fronteras de Noruega el antiguo trono que ocupaban Haakon el Bueno y Sverre, desde donde gobernaron la antigua Noruega con sabiduría y fuerza. Que la sabiduría y el poder ejercidos por ellos, los grandes reyes de nuestro pasado antiguo, también inspirarán al Príncipe que nosotros, los hombres libres de Noruega, de acuerdo con el deseo de todo el pueblo, en gratitud y aprecio hoy unánimemente hemos elegido, es un deseo que todo verdadero hijo de Noruega seguramente comparte conmigo. ¡Dios salve a la vieja Noruega!
La última frase fue luego repetida por todos los presentes.
El 20 de mayo, la asamblea levantó la sesión, uniéndose y proclamando que permanecerían " ¡Unidos y leales hasta que las montañas de Dovre se desmoronen!"

## Búsqueda de legitimidad nacional e internacional

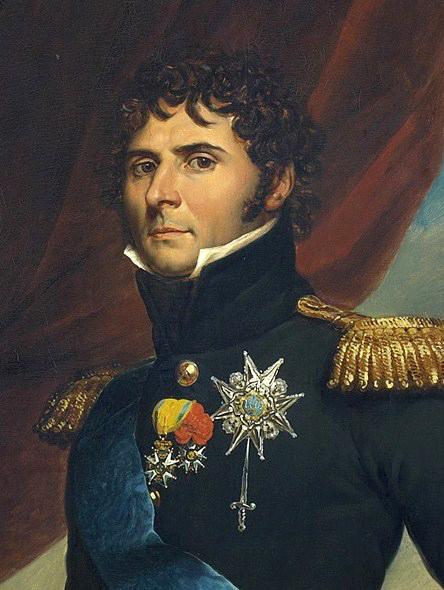
Charles John se opuso firmemente a la independencia de Noruega, sólo para ofrecer generosas condiciones de unión.

El 22 de mayo, el rey recién elegido hizo una entrada triunfal en Cristiania, exactamente un año después de su primera llegada como virrey a Noruega. Los cañones de la fortaleza de Akershus hicieron sonar el saludo real y se celebró un servicio de celebración en la catedral. Había una continua preocupación por el clima internacional, y el 24 de mayo el gobierno decidió enviar a dos de los delegados de la asamblea constitucional para unirse a Carsten Anker en el Reino Unido para defender el caso de Noruega.
El 25 de mayo se reunió el primer consejo de estado, estableciendo la corte suprema de la nación.
El 31 de mayo, el mayor general Johannes Klingenberg Sejersted propuso adoptar una postura contra las fuerzas invasoras suecas en el río Glomma, pero algunos sostuvieron que los suecos deberían ser detenidos en la frontera.
El 5 de junio, el emisario británico John Philip Morier llegó a Cristiania en lo que parecía ser una visita no oficial. Aceptó la hospitalidad de uno de los ministros de Cristián Federico y aceptó reunirse informalmente con el rey, enfatizando que nada de lo que hiciera debería interpretarse como un reconocimiento de la independencia de Noruega.
Cristián Federico pidió al gobierno británico que mediara entre Noruega y Suecia, pero Morier nunca se desvió del rechazo previo de su gobierno de negarse a reconocer una Noruega independiente. Morier se ofreció a llevar a los emisarios noruegos Niels Aall y Wilhelm Christie a Gran Bretaña a bordo de su barco, pero acabó sin cumplir su promesa. Informó a los noruegos que no podían esperar ningún apoyo diplomático del gobierno británico y pidió que la posición de su gobierno se publicara en todos los periódicos noruegos. El 10 de junio se movilizó el ejército noruego y se distribuyeron armas y municiones.
El 13 de junio, Cristián Federico también ordenó un censo en preparación para las elecciones parlamentarias.
El 16 de junio, Carsten Anker envió una carta a Cristián Federico en la que hacía referencia a conversaciones que había mantenido recientemente con un diplomático prusiano de alto rango. Se enteró de que Prusia y Austria estaban perdiendo apoyo a las reclamaciones de Suecia sobre Noruega, que Alejandro I de Rusia (un primo lejano de Cristián Federico) estaba a favor de una unión sueco-noruega, pero no con Bernadotte como rey, y que el Reino Unido era buscando una solución al problema que mantuviera a Noruega fuera de la influencia de Rusia.

## Preludio a la guerra
El 26 de junio, emisarios de Rusia, Prusia, Austria y el Reino Unido llegaron a Vänersborg (Suecia) para convencer a Cristián Federico de que cumpliera las disposiciones del tratado de Kiel. Allí consultaron con von Essen, quien les dijo que 65.000 soldados suecos estaban listos para invadir Noruega. El 30 de junio, los emisarios llegaron a Cristiania, donde rechazaron bruscamente la hospitalidad de Cristián Federico. Al día siguiente, reunido en el Consejo de Estado noruego, el emisario ruso Orlow planteó a los presentes la elección: Noruega podía someterse a la Corona sueca o afrontar la guerra con el resto de Europa. Cuando Cristián Federico argumentó que el pueblo noruego tenía derecho a determinar su propio destino, el emisario austríaco de hizo el famoso comentario:
¿La gente? ¿Qué tienen que decir contra la voluntad de sus gobernantes? Eso sería poner al mundo patas arriba.
En el curso de las negociaciones, Cristián Federico ofreció renunciar al trono y regresar a Dinamarca, siempre que los noruegos tuvieran voz y voto en su futuro mediante una sesión extraordinaria en el Storting. Pero se negó a entregar los fuertes fronterizos noruegos a las tropas suecas. El 15 de julio, la delegación de las cuatro potencias rechazó la propuesta de Cristián Federico de que la constitución de Noruega sirviera de base para las negociaciones sobre una unión con Suecia, pero prometió someter la propuesta al rey sueco para su consideración. Las negociaciones fueron un éxito parcial en el sentido de que la delegación salió convencida de que Cristián Federico era sincero y contaba con el respaldo de un movimiento popular.
El 20 de julio, Bernadotte envió una carta a su "primo" Cristián Federico acusándolo de intrigas y aventurerismo temerario. Para agravar los problemas, los tres noruegos que se habían dirigido a Londres fueron arrestados, acusados de portar pasaportes y documentos falsos. Fueron deportados inmediatamente.

## Guerra sueco-noruega
Las fuerzas suecas encontraron poca resistencia mientras avanzaban hacia el norte hacia Noruega, evitando la fortaleza de Fredriksten. Las primeras hostilidades fueron breves y terminaron con victorias decisivas para Suecia. El 4 de agosto se rindió la ciudad fortificada de Fredrikstad. Cristián Federico ordenó una retirada al río Glomma. El ejército sueco, que intentaba interceptar la retirada, fue detenido en la batalla de Langnes, una importante victoria táctica de los noruegos. Los ataques suecos desde el este fueron resistidos eficazmente cerca de Kongsvinger.
El 3 de agosto, Cristián Federico anunció su voluntad política en una reunión de gabinete en Moss. El 7 de agosto, una delegación de Bernadotte llegó al cuartel general militar noruego en Spydeberg con una oferta de alto el fuego que uniría a Noruega en una unión con Suecia y respetaría la constitución noruega. Al día siguiente, Cristián Federico se expresó a favor de los términos, permitiendo que las tropas suecas permanecieran en posiciones al este de Glomma. Las hostilidades estallaron en Glomma, lo que provocó bajas, pero se ordenó a las fuerzas noruegas que se retiraran. Las negociaciones de paz con los enviados suecos comenzaron en la ciudad de Moss el 10 de agosto. El 14 de agosto concluyeron las negociaciones. La Convención de Moss resultó en un alto el fuego general basado en términos que efectivamente eran términos de paz.
Cristián Federico logró excluir del texto cualquier indicación de que Noruega hubiera reconocido el Tratado de Kiel, y Suecia aceptó que no debía considerarse una premisa de la futura unión entre los dos estados. Al comprender la ventaja de evitar una guerra costosa y de permitir que Noruega se uniera voluntariamente en lugar de ser anexada como territorio conquistado, algo que, históricamente, los suecos nunca habían logrado hacer, Bernadotte ofreció condiciones de paz favorables. Prometió reconocer la Constitución noruega, con sólo aquellas enmiendas que fueran necesarias para abrir la puerta a una unión de los dos países. Cristián Federico acordó convocar una sesión extraordinaria del Storting en septiembre u octubre. Luego tendría que transferir sus poderes a los representantes electos del pueblo, quienes negociarían los términos de la unión con Suecia y finalmente renunciarían a todos los derechos al trono noruego y abandonarían el país.

## Alto el fuego
La noticia golpeó duramente al público noruego y las reacciones incluyeron enojo por la "cobardía" y "traición" de los comandantes militares, desesperación por las perspectivas de independencia de Noruega y confusión sobre las opciones del país. Cristián Federico confirmó su voluntad de abdicar del trono por "razones de salud", dejando su autoridad al consejo de estado según lo acordado en un protocolo secreto en Moss. En una carta fechada el 28 de agosto, Cristián Federico ordenó al consejo que aceptara órdenes de la "máxima autoridad", en clara referencia al rey sueco. Dos días después, el rey sueco se proclamó gobernante tanto de Suecia como de Noruega.
El 3 de septiembre, el gobierno británico anunció que se levantaría el bloqueo naval de Noruega. Se reanudó el servicio postal entre Noruega y Suecia. El 8 de septiembre, destacados noruegos estaban tomando nota de las generosas condiciones ofrecidas por Bernadotte. El general sueco en las regiones fronterizas ocupadas de Noruega, Magnus Fredrik Ferdinand Björnstjerna, amenazó con reanudar las hostilidades si los noruegos no respetaban el acuerdo de armisticio y aceptaban voluntariamente la unión con Suecia. Se decía que Cristián Federico había caído en una profunda depresión y se le culpaba de diversas formas de las derrotas en el campo de batalla.
A finales de septiembre surgió una disputa entre las autoridades suecas y el consejo de estado noruego sobre la distribución de cereales entre los pobres de Cristiania. El grano estaba destinado a ser un regalo del rey sueco a los noruegos, pero se convirtió en una cuestión de principios para el consejo noruego evitar la apariencia de que Noruega tenía un nuevo rey hasta que se formalizara la transición. Björnstjerna envió varias misivas amenazando con reanudar las hostilidades.
El 26 de septiembre, el general noruego en la región "norte" de Noruega, el conde Carl Jacob Waldemar von Schmettow, prometió en los periódicos noruegos resistir por la fuerza cualquier nuevo movimiento de tropas suecas hacia Noruega.

## Facilitando un nuevo acuerdo
A principios de octubre, los noruegos volvieron a negarse a aceptar un envío de maíz de Bernadotte y, en cambio, los comerciantes noruegos solicitaron préstamos para comprar alimentos y otros artículos de primera necesidad en Dinamarca. Sin embargo, a principios de octubre, surgió un apoyo a una unión con Suecia. El 7 de octubre se convocó una sesión extraordinaria del parlamento noruego. Los delegados de las zonas ocupadas por Suecia en Østfold sólo fueron admitidos después de haber dado garantías de que no tenían lealtad hacia las autoridades suecas. El 10 de octubre, Cristián Federico abdicó formalmente según las condiciones acordadas en Moss y se embarcó hacia Dinamarca. Se asignaron provisionalmente poderes ejecutivos al Storting hasta que se promulgaran las enmiendas necesarias a la Constitución.
El 20 de octubre, cuando faltaba un día para que expirara el alto el fuego, el parlamento noruego votó por 72 votos contra 5 a favor de unirse a Suecia en una unión personal, pero una moción para reconocer a Carlos XIII como rey de Noruega no fue aprobada. La cuestión se pospuso en espera de las enmiendas necesarias a la constitución noruega. En los días siguientes, el parlamento aprobó varias resoluciones para hacer valer la mayor soberanía posible dentro de la unión. El 1 de noviembre votaron por 52 votos contra 25 que Noruega no nombraría sus propios cónsules, una decisión que tendría graves consecuencias en 1905. El 4 de noviembre, el Storting adoptó las enmiendas constitucionales necesarias para permitir la unión y eligió por unanimidad a Carlos XIII como rey de Noruega, en lugar de reconocerlo como tal.